# Delcourts Gecko
Der Delcourts Gecko (Gigarcanum delcourti, Synonym: Hoplodactylus delcourti) ist eine ausgestorbene Geckoart aus Neukaledonien. Mit einer Gesamtlänge von über 60 cm gilt er als die größte Geckoart, die jemals entdeckt worden ist.

## Geschichte
Delcourts Gecko ist bisher nur von einem einzigen Belegexemplar, dem männlichen Holotypus bekannt; er trägt die Exemplarnummer MMNH 1985–38 und ist durch Trocknen konserviert worden. Er wurde von Garth Underwood, Anthony Russell und Alain Delcourt in den Sammlungen des Musée d’Histoire Naturelle de Marseille entdeckt, wo der Gecko lange Zeit ohne genaue Beschriftung aufbewahrt wurde. Tatsächlich war das Exemplar jahrelang öffentlich ausgestellt, bis seine Bedeutung erkannt wurde. Die Erstbeschreibung erfolgte dann 1986 durch Bauer und Russell. Das Artepitheton delcourti ehrt Alain Delcourt.
Wegen der fehlenden Beschriftungen können keine Aussagen über das Fundjahr oder die genaue Herkunft der Art gemacht werden; wahrscheinlich gelangte das Exemplar im 19. Jahrhundert in die Sammlung des Museums.

## Herkunft
Genaue Angaben zur Verbreitung sind nicht möglich. In der erste Studie von 1986 wurde die Art der Gattung Hoplodactylus zugeschrieben, die nur in Neuseeland endemisch ist, und in den Geschichten der Maori kommt eine Riesenechse namens kawekaweau vor. Deshalb dachte man vermutlich an ein Exemplar von Gigarcanum delcourti. Somit schloss die erste Studie daraus, dass das Verbreitungsgebiet auf Neuseeland eingegrenzt werden könne.
Eine Studie der mitochondrialen DNA des Exemplars aus dem Jahr 2023 zeigt jedoch, dass die Art enger mit Geckos der Familie Diplodactylidae aus Neukaledonien verwandt war, so dass die modernste Hypothese lautet, dass diese Art in Neukaledonien lebte.

## Merkmale
Das bisher einzige bekannte Exemplar weist eine Kopf-Rumpf-Länge von 37 cm auf. Der Kopf ist recht kurz und breit, die Schnauze ist flach. Der Rumpf ist kräftig gebaut, der Gecko hatte kurze Beine. Der Schwanz ist 25,2 cm lang und im Querschnitt zylindrisch. Die Schuppen sind recht klein und körnig.
Das Belegexemplar von Gigarcanum delcourti ist gelblich-braun und ist mit dunklen rötlich-braunen Längsstreifen auf der Körperoberseite gezeichnet. Die Färbung wurde bei der wenig schonenden Konservierungsmethode wahrscheinlich stark verändert – im Leben war der Gecko wohl hellbraun mit dunkelroten Längsstreifen und einer cremefarbenen Körperunterseite.

## Aussterben
Die IUCN klassifiziert Delcourts Gecko in die Kategorie „ausgestorben“ (extinct), da außer dem Typusexemplar keine weitere Exemplare bekannt geworden sind. Die Art ist vermutlich Mitte des 19. Jahrhunderts ausgestorben und war bereits zur Zeit der europäischen Kolonisierung Neukaledoniens äußerst selten.